# 普通狸藻
普通狸藻（学名：Utricularia vulgaris）为狸藻属水生食虫植物。其种加词“vulgaris”来源于拉丁文“vulgaris”，意为“普通的”。其分布于欧洲与亚洲，是狸藻属中分布最为广泛的物种。

## 外部連結
- 食虫植物照片搜寻引擎中普通狸藻的照片 （页面存档备份，存于）

 维基共享资源上的相關多媒體資源：普通狸藻
 維基物種上的相關：普通狸藻